# Jackson Mwanza
Jackson Mwanza (n. Lusaka, 6 de febrero de 1987) es un futbolista zambiano que juega en la demarcación de delantero para el ZESCO United FC de la Primera División de Zambia.

## Biografía
Debutó como futbolista en 2009 con el ZESCO United FC tras formarse en el Kitwe United FC. Jugó en el club durante tres años, cosechando una Primera División de Zambia, una Barclays Cup y una Charity Shield de Zambia. Tras tres temporadas y quince goles marcados, se fue traspasado al Al Merreikh Omdurmán de Sudán, donde jugó desde el mercado invernal de 2013 hasta junio del mismo año, ganando la Primera División de Sudán y la Copa de Sudán. Al finalizar la temporada volvió al ZESCO United FC, proclamándose el máximo goleador de la Primera División de Zambia con quince goles anotados, ayudando al club a ganar otra Primera División de Zambia.

## Clubes
| Club                 | País   | Año         | Partidos | Goles |
| -------------------- | ------ | ----------- | -------- | ----- |
| ZESCO United FC      | Zambia | 2009 - 2012 |          | 15    |
| Al Merreikh Omdurmán | Sudán  | 2013        |          |       |
| ZESCO United FC      | Zambia | 2013 -      |          | 18    |

## Palmarés

### Campeonatos nacionales
| Título                     | Club                 | País   | Año  |
| -------------------------- | -------------------- | ------ | ---- |
| Primera División de Zambia | ZESCO United FC      | Zambia | 2010 |
| Primera División de Zambia | ZESCO United FC      | Zambia | 2014 |
| Barclays Cup               | ZESCO United FC      | Zambia | 2010 |
| Barclays Cup               | ZESCO United FC      | Zambia | 2014 |
| Charity Shield de Zambia   | ZESCO United FC      | Zambia | 2011 |
| Primera División de Sudán  | Al Merreikh Omdurmán | Sudán  | 2013 |
| Copa de Sudán              | Al Merreikh Omdurmán | Sudán  | 2013 |

### Distinciones individuales
| Título                                           | Club            | País   | Año  |
| ------------------------------------------------ | --------------- | ------ | ---- |
| Máximo goleador de la Primera División de Zambia | ZESCO United FC | Zambia | 2014 |